# Goldbauchsittich
Der Goldbauchsittich (Neophema chrysogaster), auch Orangebauchsittich genannt, gehört zu den seltensten und damit sehr stark gefährdeten Vertretern der Gattung der Grassittiche (Neophema). Gegenwärtig schätzt man die Population auf 150 bis 200 Individuen. Er zählt damit zu den seltensten Vogelarten der australischen Fauna. Er genießt in Australien einen besonderen gesetzlichen Schutz und wird auf dem Anhang I des Washingtoner Artenschutzübereinkommens geführt.

## Merkmale
Mit einer Körperlänge von ca. 20 cm ist er etwas größer als die meisten Singvögel. Orangebauchsittiche wiegen zwischen 41 und 51 Gramm. Das hellgrüne Gefieder ist mit gelben Einschlägen durchsetzt.
Charakteristisch leuchten ein goldgelb bis rötlicher Fleck im unteren Bereich des Bauches sowie ein hellblauer Streifen direkt über dem Schnabel. Die Vorderkanten der Flügel schimmern in kräftigem Königsblau und die Schwanzunterseite ist gelb gefärbt. Männchen und Weibchen ähneln sich weitgehend im Erscheinungsbild. Die weiblichen Artgenossen zeichnen sich durch ein etwas dunkleres Federkleid, einen kleineren Bauchfleck sowie einen Stirnstreifen ohne grünblauen Rand aus. Einige von ihnen tragen einen weißen Unterflügelstreif.

## Lebensraum
Beobachten kann man den Goldbauchsittich in Tasmanien, hier speziell im Southwest National Park. Als Zugvogel ist dieser Landstrich weniger seine Heimat, sondern primäres Brutgebiet. Während der Vogel den Sommer in Süd-West-Tasmanien verbringt, hält er sich im Herbst und Winter überwiegend an den Küsten Victorias und in Südaustralien auf. Er weist damit ein ähnliches Zugverhalten auf wie der mit ihm eng verwandte Feinsittich.
Sein Lebensraum ist fast ausschließlich die Küste oder das küstennahe Binnenland. Er ist allerdings nicht so eng an die Küstenlinie gebunden wie der Klippensittich. 

## Fortpflanzung
Brutplätze stellen Nischen und Aushöhlungen in Eukalyptusbäumen dar, die mit bis zu 6 Eiern belegt werden. Ein Pärchen bleibt meist bis zum Lebensende zusammen, den Nistplatz unterhalten beide bis zu fünf Jahre.

## Verhalten
Nahrungsgrundlage für den Goldbauchsittich bilden unter anderem Grassamen, da er sich überwiegend am Boden aufhält. Dennoch kann der Umkreis, in dem die Futtersuche erfolgt, einen Radius von fünf Kilometern um das Nest herum einnehmen.

## Schutzmaßnahmen
Dank der Einführung eines Förderprogrammes im Jahre 1984 konnte die Anzahl stabil gehalten werden. Jedoch bedrohen Verknappung des Lebensraumes speziell im Winterquartier sowie konkurrierende Vogelarten weiterhin den Bestand der Goldbauchsittiche.

## Belege